# Brodie Greer
Brodie Haldeman Greer, bardziej znany jako Brodie Greer (ur. 26 października 1949 w Santa Monica, w stanie Kalifornia) – amerykański aktor telewizyjny i filmowy. Stał się rozpoznawalny dzięki roli oficera Barry'ego "Niedźwiedzia" Bariczy w serialu NBC CHiPs (1977-82) i telefilmie CHiPs '99.

## Życiorys
Urodził się w Santa Monica. Dorastał w Brentwood. Uczęszczał do Pacific Palisades High School. Grał w piłkę nożną, baseball i brał udział w zawodach atletycznych. Otrzymał stypendium piłkarskie z San Jose State University jako defensive back, którym był przez trzy lata. Ukończył kurs dramatu w San Jose State University, gdzie był także związany z Theta Chi Fraternity (Gamma Xi Chapter).
W 1974 przybył do Los Angeles i rozpoczął karierę aktorską. Pracował w reklamach i grał małe rrole w operach mydlanych. W 1977 roku został zaangażowany do roli oficera Barry'ego "Beara" Bariczy w serialu NBC CHiPs, w którym występował przez pięć lat i nakręcił 112 odcinków. Potem gościnnie pojawiał się w wielu serialach telewizyjnych, w tym ABC Statek miłości (Love Boat) i Fantastyczna wyspa (Fantasy Island).

## Wybrana filmografia

### Filmy fabularne
- 1986: Death Flash jako Carl Sloan
- 1988: Terror Squad jako Kapitan Steiner
- 1989: True Blood jako Detektyw Tony Williams[5]
- 1989: Ministry of Vengeance jako Whiteside's Liason
- 1998: CHiPs '99 (TV) jako Oficer Barry Baricza

### Seriale TV
- 1977-82: CHiPs jako Oficer Barry Baricza
- 1983: Statek miłości (The Love Boat) jako Neil Holmes
- 1983: Fantastyczna wyspa (Fantasy Island)
- 1983: Statek miłości (The Love Boat) jako Andy O'Neal
- 1983: Just Our Luck
- 1984: Statek miłości (The Love Boat) jako Joe
- 1986: Melba
- 1999: Gorączka w mieście (L.A. Heat ) jako Dick Wessel